# Narit Taweekul
Narit Taweekul (Thai: นริศ ทวีกุล, * 30. Oktober 1983 in Nakhon Phanom) ist ein thailändischer Fußballspieler und spielt auf der Position des Torwarts.

## Karriere

### Verein
In der Jugendabteilung des FC Thailand Tobacco Monopoly begann die Fußballkarriere von Narit. Bis 2003 stand er im Kader der Jugendmannschaft des Vereins, ehe er 2004 in die Seniorenmannschaft des Klubs wechselte. Er wurde sofort Stammtorhüter und gewann mit der Mannschaft die Meisterschaft zum Ende der Saison 2004/05. Das berechtigte den Verein zur Teilnahme an der AFC Champions League 2006, jedoch wurde dieser vom Wettbewerb ausgeschlossen. 2006 wechselte er für eine Saison zu BEC-Tero Sasana, in der er 15 Spiele absolvierte, ehe er zu seinem alten Verein zurückkehrte. Nach abermals zwei Saisons unterschrieb er zu Beginn des Jahres 2009 einen Vertrag bei Pattaya United. Auch dort wird er als Stammtorhüter eingesetzt.

### Nationalmannschaft
In der Nationalmannschaft kam Narit bisher kaum zum Einsatz, obwohl er schon häufiger Teil des Kaders war. Meistens wird er hinter Kosin Hathairattanakool oder Kittisak Rawangpa eingesetzt.

## Auszeichnungen und Erfolge
Thailand Tobacco Monopoly
- Thailändischer Meister: 2004/05

Nationalelf
- Teilnahme an der Sommer-Universiade 2005
- Südostasienspiele Goldmedaille 2005
- Teilnahme an der Fußball-Asienmeisterschaft 2007
- Teilnahme an den Asienspielen 2007

## Auszeichnungen
Thai Premier League
- Torwart des Jahres: 2013